# André Pascal
Pour les articles homonymes, voir Pascal.
 (juillet 2024).
Si vous disposez d'ouvrages ou d'articles de référence ou si vous connaissez des sites web de qualité traitant du thème abordé ici, merci de compléter l'article en donnant les références utiles à sa vérifiabilité et en les liant à la section « Notes et références ».
André Pascal est un parolier, auteur-compositeur français né le 15 avril 1932 à Marseille et mort le 26 avril 2001 à Montpellier.

## Biographie
De son vrai nom André Pascal Nicolas di Fusco, il s'intéresse dès son adolescence à la poésie française de François Villon à Alfred de Vigny, peut s'exprimer en alexandrins et se met à l'écriture.
Quelques années plus tard, il fait des adaptations de chansons connues pour des amis restaurateurs qui les diffusent dans leur établissement. C'est là, en 1957, qu'il fait la rencontre de Charles Aznavour, qui lui suggère de monter à Paris.
Il écrit ses premières chansons avec Paul Mauriat. En 1958, ils sont lauréats du Coq d'or de la chanson française avec Rendez-vous au Lavandou qu'enregistrent Dalida, Henri Salvador et bien d'autres. En 1960, il se représente à ce concours avec Dans un million d'années.
Suivent de nombreux succès pour les yéyés : Laissez-nous twister pour Johnny Hallyday et les Chats sauvages, Daniéla pour les Chaussettes noires (leur plus grand succès), mais aussi Oh Mary Lou et Je pour Danyel Gérard.
En 1964, il écrit les paroles de la chanson du film Le Gendarme de Saint-Tropez, Douliou-douliou Saint-Tropez, chantée par Geneviève Grad. En 1966, il écrit Ticket de quai pour Annie Philippe ainsi que Le Mannequin qui seront ses deux plus grands succès.
Entre 1967 et 1972, il écrit une trentaine de chansons, Mon Credo (1 335 000 exemplaires vendus), Viens dans ma rue, La Première Étoile, La Vieille Barque, Géant, etc., pour Mireille Mathieu, les premières éditées par Sacha Distel.
En 1971, il écrit Soleil, lève-toi avec de nouveau Paul Mauriat pour Caterina Valente.
En parallèle, il signe pour Rika Zaraï, Michèle Torr, Romuald, John William, Nana Mouskouri, Lucky Blondo etc. En 1969, il écrit Catherine pour Romuald qui la présente à l'Eurovision.
En 1974, Nicoletta et les Poppys enregistrent Glory alleluia, dont il est l'auteur et l'arrangeur, plus tard repris par Céline Dion.
En 1975, il écrit Toi, ma princesse en blue jean, interprétée par William Sailly dont il est l'éditeur et le directeur artistique, Pierre Bellemare en étant le producteur, Gérard Gustin le compositeur. La chanson est présentée à la Rose d'or d'Antibes et est primée.
En 1979, Danyel Gérard enregistre Marylou qui lui vaut un disque d'or à titre d'auteur.
En 1981, il retourne vivre dans le midi de la France. Fatigué du milieu du show-business, il continue cependant d'écrire. Il meurt le 26 avril 2001 à Montpellier des suites d'une longue maladie, à l'âge de 69 ans. Ses cendres sont répandues en mer près de Frontignan où il s'était retiré.